# جون بلير (مخرج)
جون بلير (بالإنجليزية: Jon Blair)‏ هو مخرج جنوب أفريقي، ولد في 1950.

## وصلات خارجية
- جون بلير على موقع IMDb (الإنجليزية)
- جون بلير على موقع ألو سيني (الفرنسية)
- جون بلير على موقع أول موفي (الإنجليزية)
- جون بلير على موقع قاعدة بيانات الأفلام السويدية (السويدية)
- جون بلير على موقع قاعدة بيانات الفيلم (الإنجليزية)
- جون بلير على موقع كينوبويسك (الروسية)